# G. P. Putnam's Sons
G. P. Putnam's Sons es una imprenta estadounidense con base en Nueva York, Estados Unidos. Desde 1996 ha sido la imprenta de Penguin Group.

## Historia

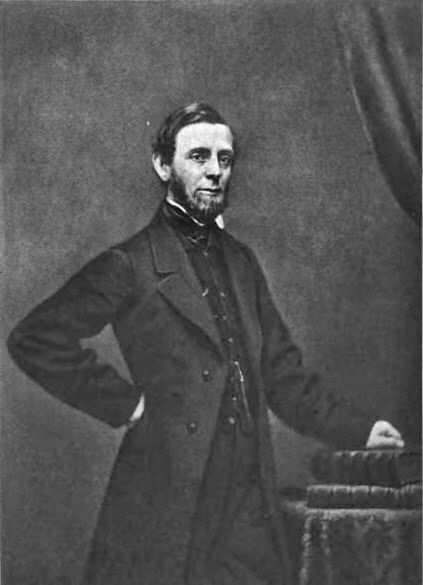
George Palmer Putnam.

La compañía inicialmente se llamó Wiley & Putnam, nombre derivado de George Palmer Putnam y John Wiley, cuyo padre había fundado su propia compañía en 1807.
En 1841, Putnam se trasladó a Londres donde fundó una oficina de publicación. En 1848 regresó a Nueva York, donde disolvió la sociedad con John Wiley y estableció G. Putnam Broadway, publicando algunas obras y libros ilustrados. Wiley fundó "John Wiley and Sons".
En 1853, G. P. Putnam & Co. inició la Revista Putnam con Charles Frederick Briggs como su editor.
Con la muerte de George Palmer Putnam en 1872, sus hijos George H., Irvin y John heredaron el negocio, cambiando su nombre a G. P. Putnam's Sons. George H. Putnam hijo se convirtió en el presidente de la firma, cargo que ocupó por 52 años.
En 1874, la compañía estableció su propia imprenta. Tras la muerte de George H. Putnam en 1930, los herederos decidieron unir la firma con Minton, Balch & Co., quienes se convirtieron en los principales accionistas. Melville Minton, socio de Minton Balch & Co., se convirtió en el presidente de la firma hasta su muerte en 1956. En 1936, Putnam adquirió la editorial Coward-McCann (luego Coward, McCann & Geoghegan) y funcionó como imprenta en los años ochenta. Tras la muerte de Melville Minton, su hijo Walter J. Minton quedó al mando de Putnam.
En 1965, G. P. Putnam's Sons adquirió Berkley Books, especializada en ediciones de tapa dura. Diez años después, Putnam Publishing Group y Berkley Publishing Group fueron vendidos a MCA, Inc.. Putnam adquirió la editorial infantil Grosset & Dunlap.
En 1996, la compañía fue comprada por Penguin Group, una división del conglomerado de publicadores británicos Pearson PLC. Los nuevos propietarios fusionaron Putnam/Berkley con Penguin Group Estados Unidos, para formar Penguin Putnam Inc. En 2013, Penguin se fusionó con Random House, formando Penguin Random House.

## Autores
- James Fenimore Cooper
- Robert A. Heinlein
- Washington Irving
- Charles Lindbergh
- Vladimir Nabokov
- Frederick Law Olmsted
- Francis Parkman
- Neil Pasricha
- Edgar Allan Poe
- Mario Puzo
- Theodore Roosevelt
- Christine Sadler
- Tom Clancy
- Dolores Hitchens
- Patricia Cornwell
- Frank Herbert